# Gehyra occidentalis
Gehyra nana (кімберлійська скельна дтелла) — вид геконоподібних ящірок родини геконових (Gekkonidae). Ендемік Австралії.

## Поширення і екологія
Кімберлійські скельні дтелли мешкають на півдні регіону Кімберлі у Західній Австралії, від протоки Ямпі до гори Ньюласі. Вони живуть в кам'янистих місцевостях, серед валунів і скель.